# Скшиниці-Другі
Скшиниці-Другі (пол. Skrzynice Drugie) — село в Польщі, у гміні Яблонна Люблінського повіту Люблінського воєводства.